# アルゴン31
アルゴン31 (Argon-31・31Ar) とは、アルゴンの同位体の1つ。

## 概要
31Arは知られている中で2番目に軽いアルゴンの同位体であり、中性子が13個に対して陽子が18個もある陽子過剰核である。そのため後述するような各種崩壊モードが存在するが、それらは全て陽電子放出を伴うものである。
31Arは、最も軽いカリウムの同位体である32Kを親核種に持つ。32Kは陽子放出によって31Arになる。

## 崩壊モード
31Arは崩壊モードが6種類も存在し、それらのいずれもが比較的高確率で発生する。最も多いのは陽電子放出と1個の陽子放出が同時に発生して30Sに崩壊するモードで、63%の確率で発生する。次に多いのは単なる陽電子放出で31Clに崩壊するモードで、28%の確率で発生する。この崩壊モードのみ唯一崩壊エネルギーが分かっており、1.7338MeVと判明している。
その他、7.2%は陽電子放出と2個の陽子放出で29Pに、1.4%は陽電子放出と3個の陽子放出で28Siに、0.38%が陽電子放出と陽子放出とアルファ崩壊で26Siに、0.03%が陽電子放出とアルファ崩壊で27Pにそれぞれ崩壊する。これらの崩壊系列は、一部が分岐しているものの崩壊系列内での分岐なので、最終生成物は31P、30Si、29Si、28Si、27Al、26Mgの6種類に限られる。
{\displaystyle \mathrm {^{31}_{18}Ar\ {\xrightarrow[{0.0144\ sec}]{\beta ^{+}}}\ _{17}^{31}Cl} }
{\displaystyle \mathrm {^{31}_{18}Ar\ {\xrightarrow[{0.0144\ sec}]{\beta ^{+},p}}\ _{16}^{30}S} }
{\displaystyle \mathrm {^{31}_{18}Ar\ {\xrightarrow[{0.0144\ sec}]{\beta ^{+},2p}}\ _{15}^{29}P} }
{\displaystyle \mathrm {^{31}_{18}Ar\ {\xrightarrow[{0.0144\ sec}]{\beta ^{+},3p}}\ _{14}^{28}Si} }
{\displaystyle \mathrm {^{31}_{18}Ar\ {\xrightarrow[{0.0144\ sec}]{\beta ^{+},\alpha }}\ _{15}^{31}P} }
{\displaystyle \mathrm {^{31}_{18}Ar\ {\xrightarrow[{0.0144\ sec}]{\beta ^{+},p,\alpha }}\ _{14}^{26}Si} }